# Kathedraal van de Ontslapenis van de Moeder Gods (Omsk)
De Kathedraal van de Ontslapenis van de Moeder Gods ofwel Oespenski-kathedraal (Russisch: Успенский собор, Oespenski sobor) is een kathedraal in de Russische stad Omsk, gelegen op het plein Sobornaja plosjtsjad ("kerkplein") in het centrum van de stad. De kathedraal werd gebouwd tussen 1891 en 1898 naar ontwerp van architect Ernest Virrich, die de Sint-Petersburgse Kerk van de Verlosser op het Bloed als inspiratiebron had. In 1935 werd de kathedraal opgeblazen in opdracht van de lokale NKVD-leider. Tussen 2005 en 2007 werd de kerk op basis van oude foto's zo natuurgetrouw mogelijk herbouwd met geld van de lokale bevolking. De koepels werden gemaakt in Kamensk-Oeralski.

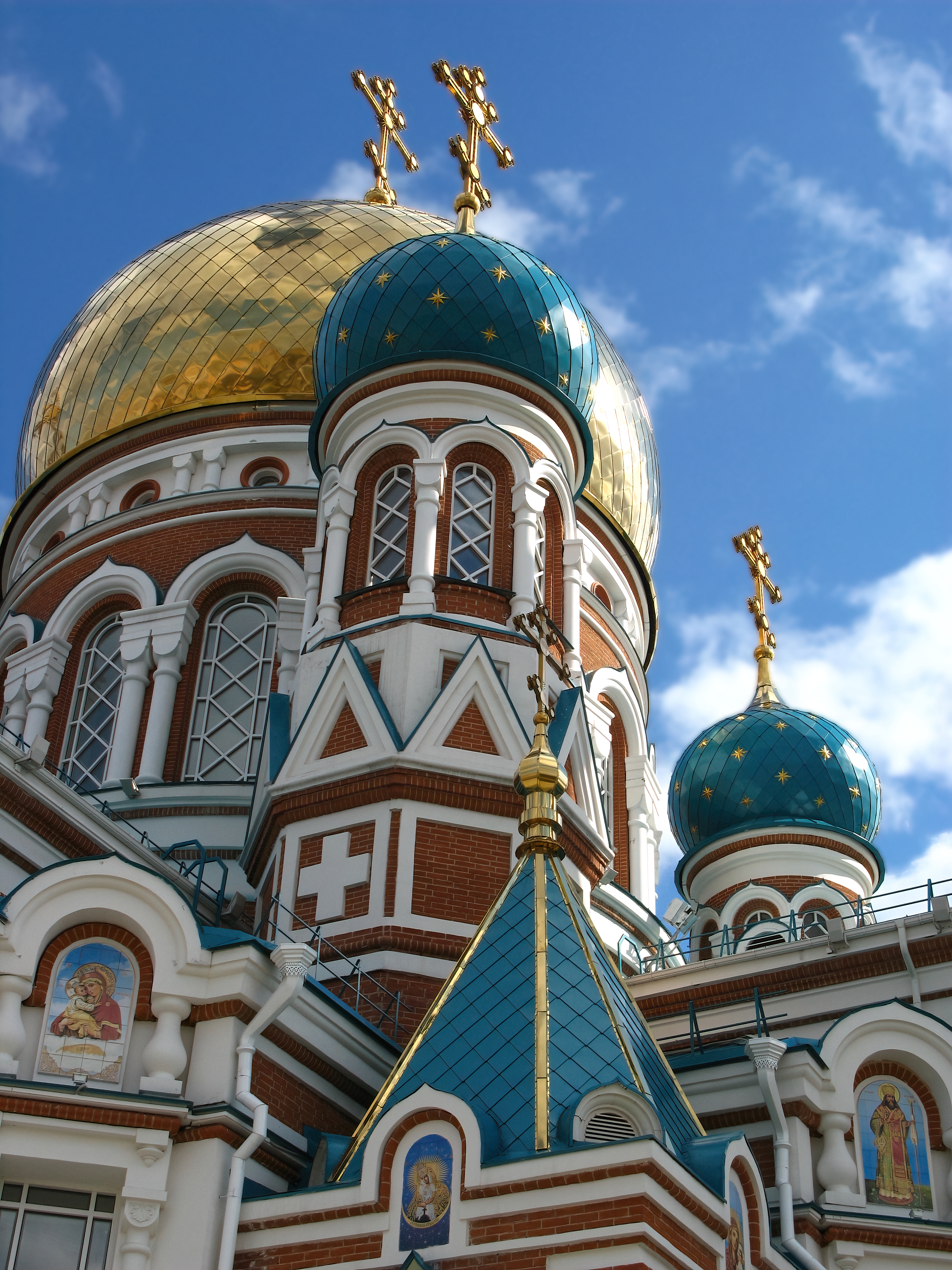
Detailbeeld van de torens en koepels
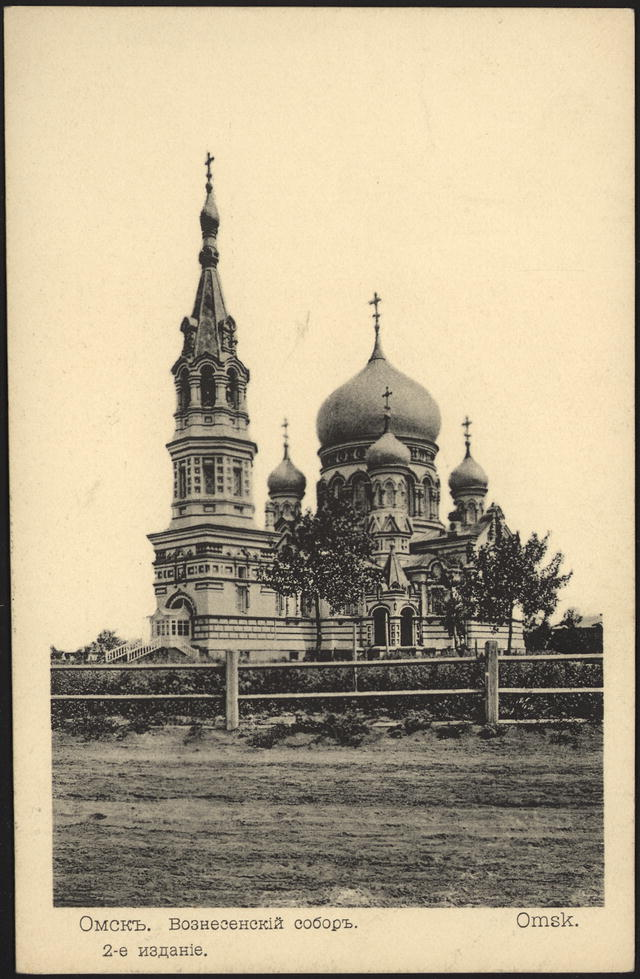
Een ansichtkaart met de kathedraal